# Wielogłos
Wielogłos – czasopismo naukowe Wydziału Polonistyki Uniwersytetu Jagiellońskiego założone w 2007 roku poświęcone problemom teorii, historii i krytyki literatury oraz teatru. W czasopiśmie publikowane są oryginalne artykuły naukowe z dziedziny literaturoznawstwa, recenzje publikacji książkowych oraz dyskusje poświęcone istotnym dla środowiska polonistycznego problemom. Pierwszą redaktor naczelną była Teresa Walas (od początku istnienia pisma do numeru 32). Jej następcą był Tomasz Kunz (numery 33 - 40). Obecnie funkcję tę pełni Paweł Bukowiec.